# Веронік Клодель
Веронік Клоде́ль (фр. Véronique Claudel; 22 листопада 1966, комуна Корміон, Лотарингія) — колишня французька біатлоністка, олімпійська чемпіонка 1992 року в естафеті 3х5 км, бронзова призерка Олімпійських ігор 1994 року в тій же дисципліні, багатократна призерка чемпіонатів світу.